# گورستان توه کرگه
قبرستان توه کرگه مربوط به دوره اشکانیان - سده‌های میانه دوران‌های تاریخی پس از اسلام است و در شهرستان اسلام‌آباد غرب، بخش مرکزی، دهستان حومه شمالی، ۲ کیلومتری شمال روستای چفته واقع شده و این اثر در تاریخ ۲۶ اسفند ۱۳۸۷ با شمارهٔ ثبت ۲۵۵۶۴ به‌عنوان یکی از آثار ملی ایران به ثبت رسیده است.